# Волгоградський тракторний завод
Тракторна компанія «ВгТЗ» (колишній «Волгоградський тракторний завод ім. Дзержинського» (ВгТЗ)) — одне з найбільших в Росії та країнах СНД підприємств з виробництва уніфікованих гусеничних тракторів сільськогосподарського та промислового загального призначення, а також військової техніки. Входить до складу концерну «Тракторні заводи».

## Історія
Волгоградський тракторний завод введений у дію в 1930 році. У 1938 році на Всесвітній промисловій виставці в Парижі волгоградський трактор СТЗ-НАТІ був відзначений найвищою нагородою — «Гран-Прі». В ході Сталінградської битви завод опинився в епіцентрі багатомісячних вуличних боїв. 23 серпня 1942 німецькі танки і мотопіхота були в півтора кілометрах від заводу. На заводському майданчику танкісти-ополченці формували танкові екіпажі. До 13 вересня, під безперервним обстрілом робітники продовжували випускати танки і арттягачі, із зібраних по цехах деталей випустили 40 танків. У період з 29 вересня по 4 жовтня 1942 року в результаті обстрілів і бомбардувань завод урешті-решт був повністю зруйнований. 17 червня 1944 прийнято вважати другим народженням заводу — з відновленого конвеєра зійшов перший трактор.
Волгоградський тракторний завод до 1961 року іменувався Сталінградський тракторний завод ім. Ф. Е. Дзержинського (СТЗ).
Багаторічна діяльність підприємства відзначена урядом країни — «Волгоградський тракторний завод» нагороджено двома орденами Леніна, орденом Трудового Червоного Прапора, орденом Вітчизняної війни I ступеня.
2005 завод визнано банкрутом, 2015 його територію віддано під забудову

### Сільськогосподарські трактори
- СТЗ-1
- СТЗ-3
- ДТ-54
- ДТ-75
- ДТ-175
- ВТ-150 (трактор)

### Військова техніка

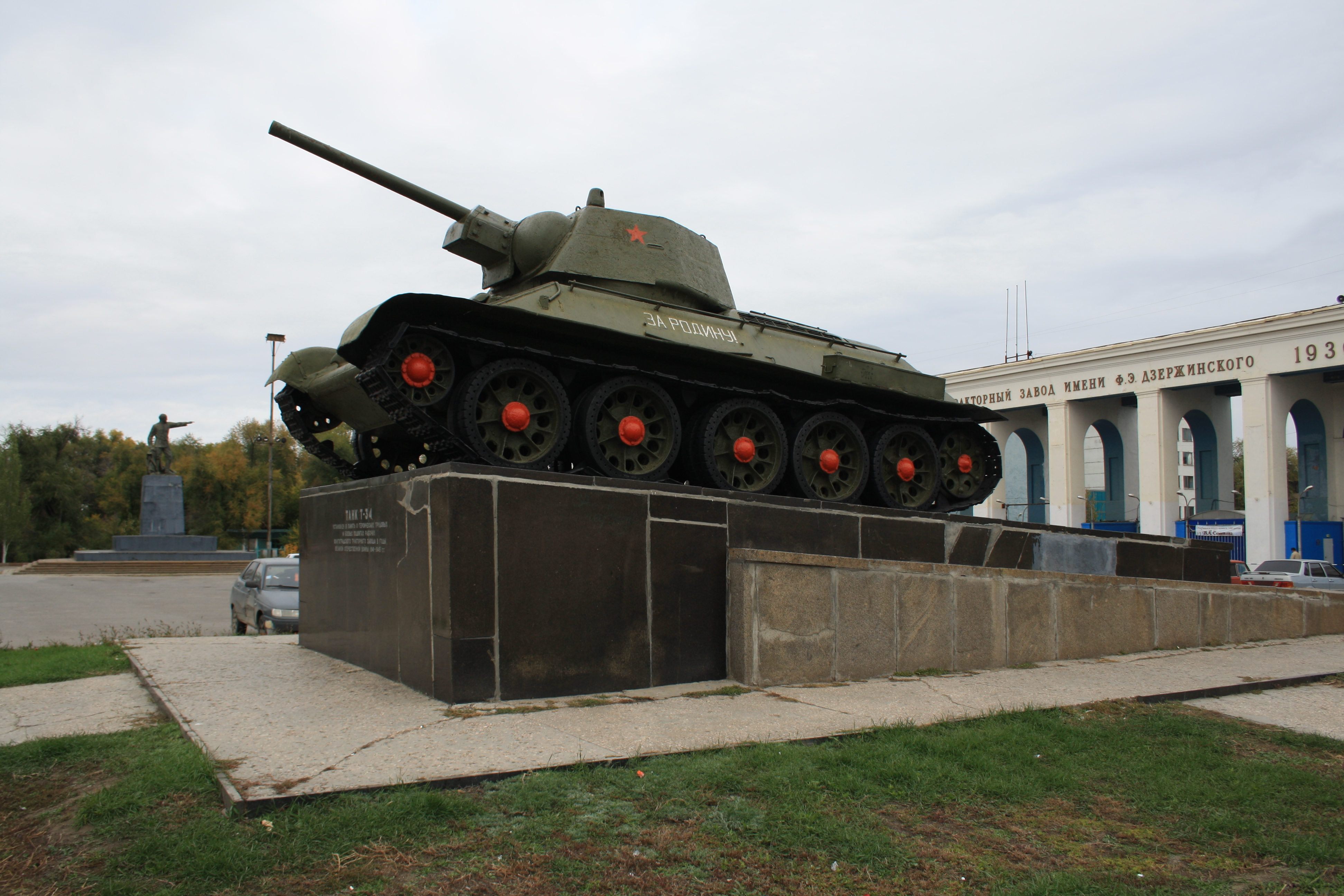
Монумент танку Т-34 на майдані перед заводом

- Т-34
- СТЗ-5-НАТІ «Сталинець»
- ПТ-76
- БТР-50
- БМД-1
- БМД-2
- БМД-3
- БМД-4
- БТР-Д
- 2С25 «Спрут-СД»